# Iglesia de San Martín (Madrid)

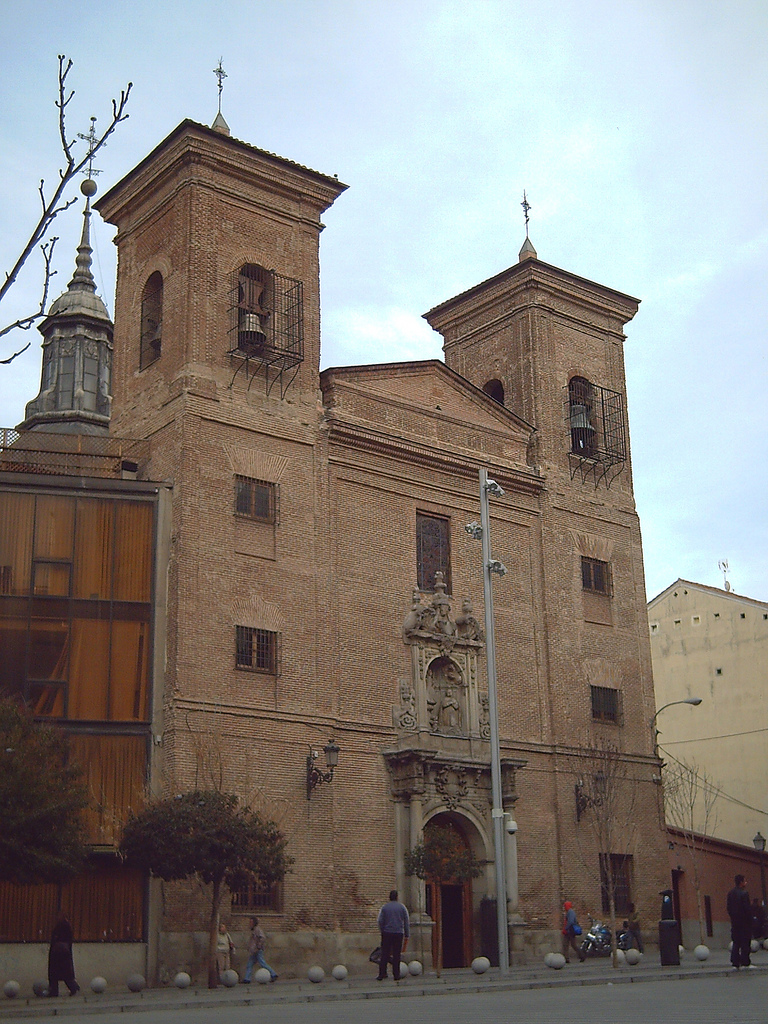
Iglesia de San Martín

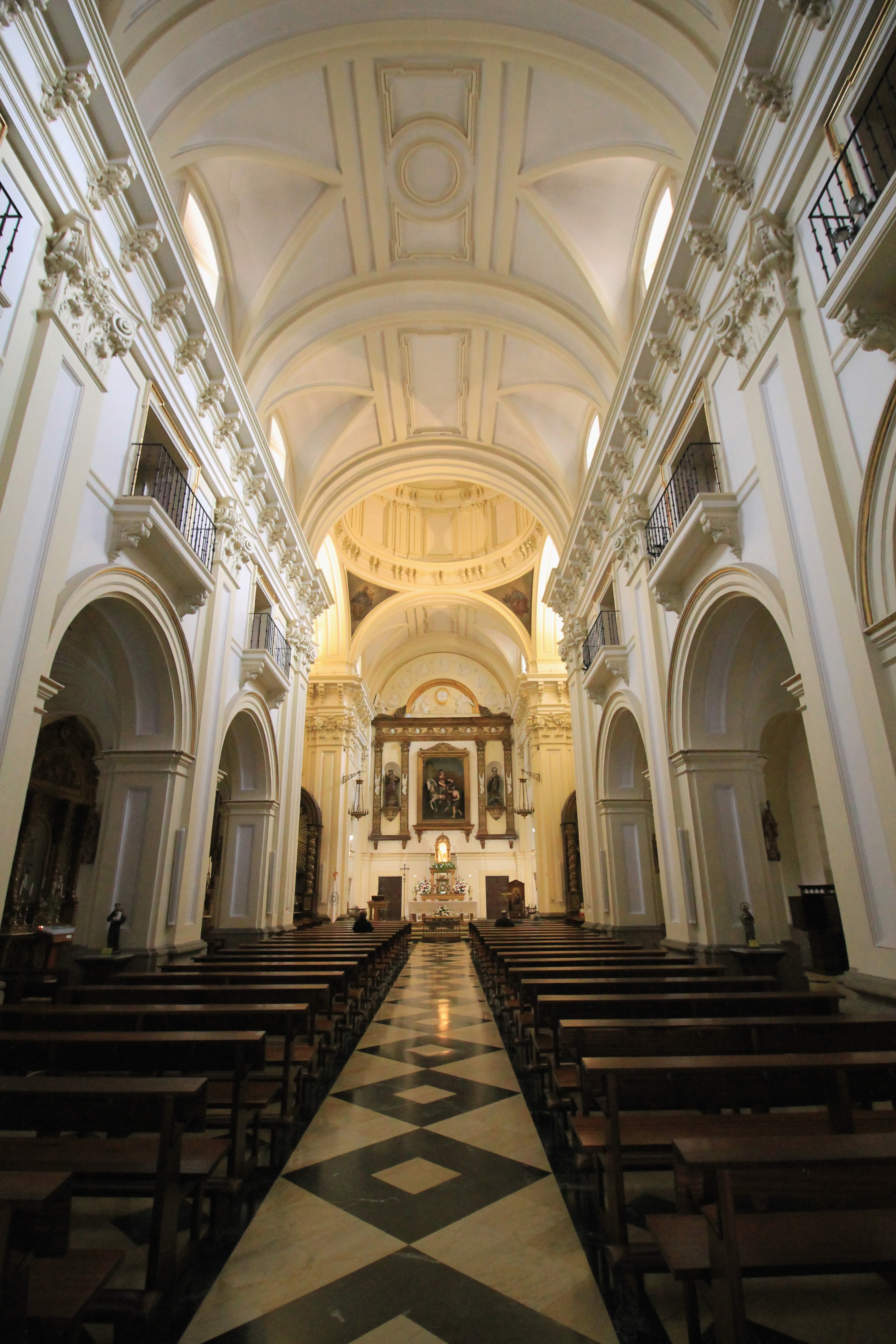
Innenansicht

Die Iglesia de San Martín (St.-Martins-Kirche) ist eine römisch-katholische Kirche in Madrid, Spanien, die dem hl. Martin von Tours gewidmet ist. Die Kirche befindet sich in der Calle del Desengaño im zentralen Stadtteil, in der Nähe der Avenida Gran und des Callao-Platzes.
Im Jahr 1995 wurde die Kirche San Martín als spanisches Kulturgut (Bien de Interés Cultural) eingestuft (RI-51-0009140).
Der spanische Maler und Graphiker Francisco de Goya heiratete 1773 Josefa Bayeu, die Schwester von Francisco, in der Pfarrkirche von San Martín in Madrid. Sein Enkel Mariano wurde 1806 in der Kirche getauft.